# Дзержинский сельсовет (Гомельская область)
Дзержинский сельсовет — административная единица на территории Лельчицкого района Гомельской области Белоруссии. Административная единица — деревня Дзержинск.

## Состав
Дзержинский сельсовет включает 1 населённый пункт:
- Дзержинск — деревня.